# Théorie des laryngales
La théorie des laryngales s'est développée au début du XXe siècle, à partir d'une hypothèse initialement proposée par le linguiste suisse Ferdinand de Saussure en 1879, expliquant les alternances vocaliques qualitatives et quantitatives à la fin de certains radicaux proto-indo-européens par des « coefficients sonantiques », modulant une « voyelle élémentaire » /e/. Cette hypothèse a été étendue par le Danois Hermann Møller (1906) et ensuite le Français Albert Cuny (1912), qui ont proposé de voir dans ces coefficients des consonnes « laryngales ». 
Cette théorie permet d’expliquer de nombreux phénomènes comme la longueur vocalique, la vocalisation de sonantes et l’accentuation balto-slave.

## Notation des laryngales
Ferdinand de Saussure notait ᴀ et o̬ (petite capitale a et o caron souscrit) les deux « coefficients sonantiques » réinterprétés plus tard comme les laryngales *h₂ et *h₃. Jerzy Kuryłowicz utilisa les notations *ə₁, *ə₂, *ə₃. Actuellement, selon le choix des auteurs, la même laryngale peut être notée *Ha, *H₂, *h₂ ou avec un symbole désignant sa prononciation supposée.

## La théorie
Voici les principaux effets des laryngales sur les langues indo-européennes. 
Dans les langues anatoliennes elles se conservent souvent, en particulier sous la forme ḫ en hittite. Elles persistent quelquefois en arménien et en albanais à l'initiale des mots en tant que h-. Elles disparaissent dans les autres langues, avec certains effets à leur contact.

### Coloration et allongement des voyelles
Selon toutes ces hypothèses, les voyelles /e/, /a/ et /o/ pourraient donc être issues d'une combinaison de la voyelle élémentaire saussurienne /e/ avec trois phonèmes aspirés idoines (les laryngales), notés h₁, h₂, h₃, qui auraient modifié le timbre du /e/ initial, pour donner les trois voyelles e, a et o selon le schéma décrit dans le tableau ci-dessous.
| initiale + antévocalique          | e- = h₁e- | a- = h₂e- | o- = h₃e- |
| postvocalique + préconsonnantique | ē = eh₁-  | ā = eh₂-  | ō = eh₃-  |

Les voyelles de la première ligne sont apparemment brèves, celles de la deuxième, longues, mais les hypothèses sous-jacentes résultent toutes de l'explication donnée en 1878 par Saussure des alternances vocaliques, explication limitée à la fin de radical. Or, cette partie représente la jonction entre le radical proprement dit et la désinence apparente qui suit. Selon Saussure, cette désinence apparente ne pouvait être que la désinence réelle. Mais la structure désinentielle réelle peut toutefois être différente et expliquer l'alternance vocalique constatée, sans faire intervenir de laryngale.
Par exemple, l'indo-européen *peh₂-(s)- « protéger » devient paḫs en hittite, pā́ti en sanscrit, pāscō en latin, etc.

### Vocalisation des laryngales entre consonnes
Avant l'acceptation de cette théorie, les néogrammairiens leur attribuaient la valeur *ə entre consonnes, le schwa. En général, elles ont produit dans cette position la voyelle i en indo-iranien, ε (e), α (a), ou o (o) en grec selon l'effet de coloration, enfin a dans les autres langues indo-européennes d'Europe. Toutefois, elles peuvent aussi disparaître, ce qui confirme leur caractère consonantique, ainsi dans le gāthique ptā « père » de l'indo-européen *pHtē.

### Aspiration de consonnes
Situées après une occlusive dentale, c'est-à-dire un t, elles donnent th en sanscrit et disparaissant dans d'autres langues.

## Prononciation des laryngales
S'il y a un relatif consensus sur le nombre des laryngales en indo-européen, il n'y en a aucun sur la valeur phonétique.

### Prononciation de h₁
*h₁ pourrait avoir été prononcé soit */ʔ/, soit */h/.
Winfred P. Lehmann propose que ces deux formes ont existé, la première disparaissant en hittite, la seconde se conservant en hittite.

### Prononciation de h₂
L'effet de coloration des voyelles en a permet de supposer que *h₂ se prononçait */ħ/ ou */ʕ/ si l'on compare au même effet que produisent ces sons dans les langues sémitiques. Toutefois, */χ/ peut également produire cet effet.
Rasmussen a suggéré une prononciation */x/.

### Prononciation de h₃
Les prononciations proposées sont très variables : */ʕ/, */ʕʷ/, */ɣʷ/, */xʷ/.

## Histoire
Après sa formulation initiale, il faut attendre 1927 pour que le linguiste polonais Jerzy Kuryłowicz annonce que le hittite, déchiffré en 1915 par un linguiste tchèque, Bedřich Hrozný, avait gardé ḫ comme trace des phonèmes h₂ et h₃, bien que h₁ se fut amuï dans cette langue. Il s'agit là d'un phénomène unique, aucune autre langue indo-européenne n'ayant gardé trace des laryngales, sinon sous le timbre ou la longueur des voyelles résultantes ou son contour accentuel.
Cette découverte fut donc considérée comme une preuve a posteriori de la validité de la théorie laryngaliste dans ses principes.
Le système orthodoxe à trois laryngales reste dominant, mais à partir des années 1950 et en appuyant sur l’anatolien, d’autres linguistes ont tenté d’élargir la gamme. F.O. Lindeman propose six laryngales. Une quatrième laryngale a été conjecturée pour le lycien et le lydien q (d’un anatolien commun *xʷ) par Jens Rasmussen,, mais il l’a abandonnée plus tard. Jaan Puhvel a considéré qu’il convenait d’attribuer jusqu’à trois « formes » aux laryngales (sourde, sonore, vélaires), créant ainsi la bagatelle de neuf sons laryngaux. André Martinet a formulé un système de 13 laryngales, avec des formes palatales et uvulaires. Toutefois, les interprétations plus récentes des réflexes anatoliens, comme celle d’Eichner, ont éliminé tout besoin de recourir à de tels systèmes.
Si le formalisme laryngaliste a été adopté aujourd'hui par la majorité des indo-européanistes, dont Émile Benveniste, Françoise Bader, Elmar Seebold, James Mallory et Robert Beekes, entre autres, elle a également été critiquée, notamment par Oswald Szemerényi, pour qui la seule laryngale vraiment attestée est le simple /h/, le proto-indo-européen possédant le même système vocalique à six grades (/a, e, i, o, u/ brefs et long et le schwa /ə/) que l'indo-européen pré-laryngaliste (néogrammairienne). Toutefois, les théories à moins de trois laryngales sont incompatibles avec les faits, comme l’a prouvé Beekes à plusieurs reprises.